# Mittenothamnium submacrodontium
Mittenothamnium submacrodontium är en bladmossart som beskrevs av Jules Cardot 1913. Mittenothamnium submacrodontium ingår i släktet Mittenothamnium och familjen Hypnaceae. Inga underarter finns listade i Catalogue of Life.